# 波图加莱特
波图加莱特（西班牙語：Portugalete）是西班牙巴斯克自治区比斯开省的一个市镇。总面积约3平方公里，总人口46,120人（2017年），人口密度14367.6人/平方公里。
连接波图加莱特和格乔的比斯開橋于2006年被联合国教科文组织列入世界文化遗产。

## 图集

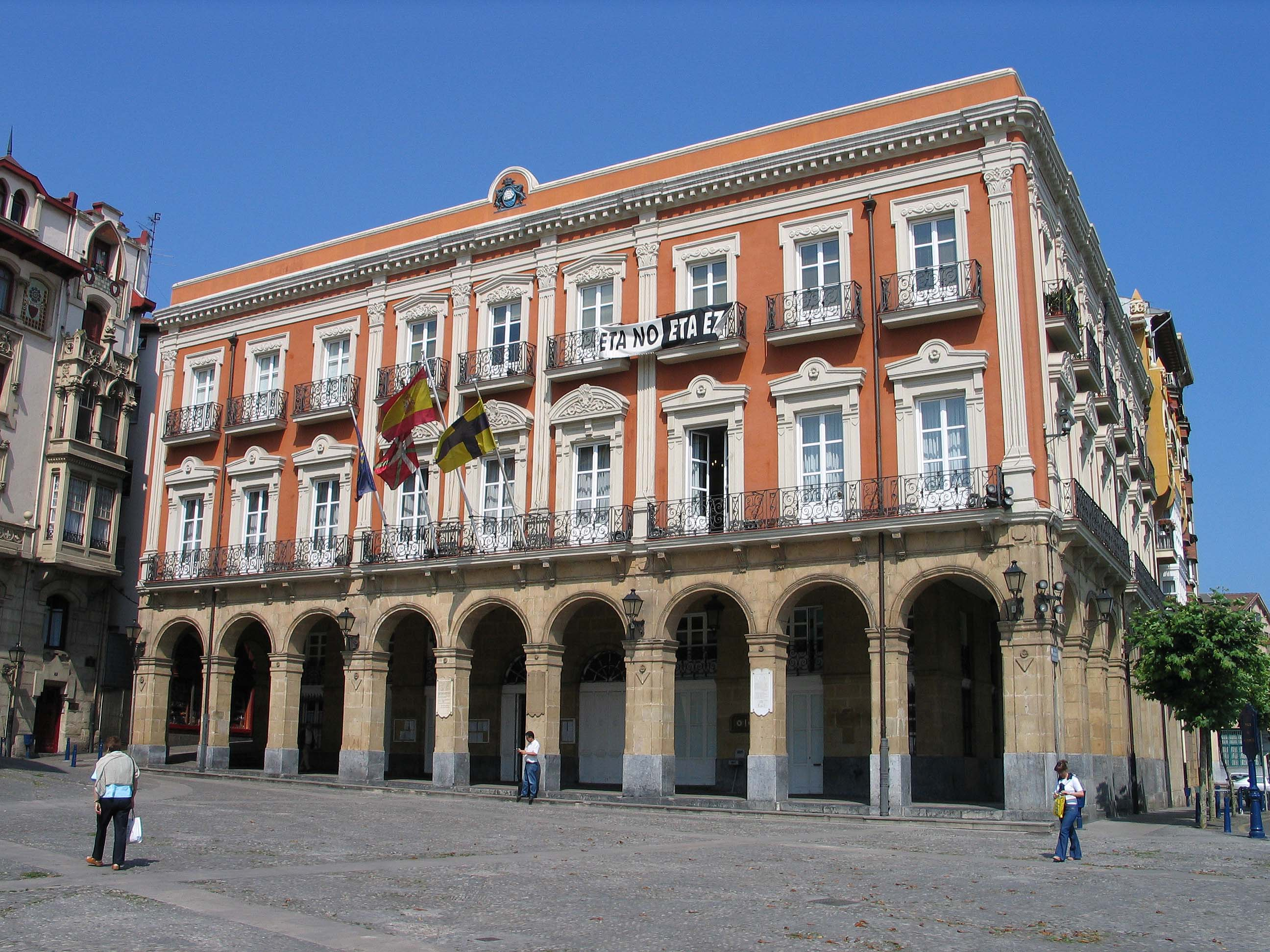
市政厅
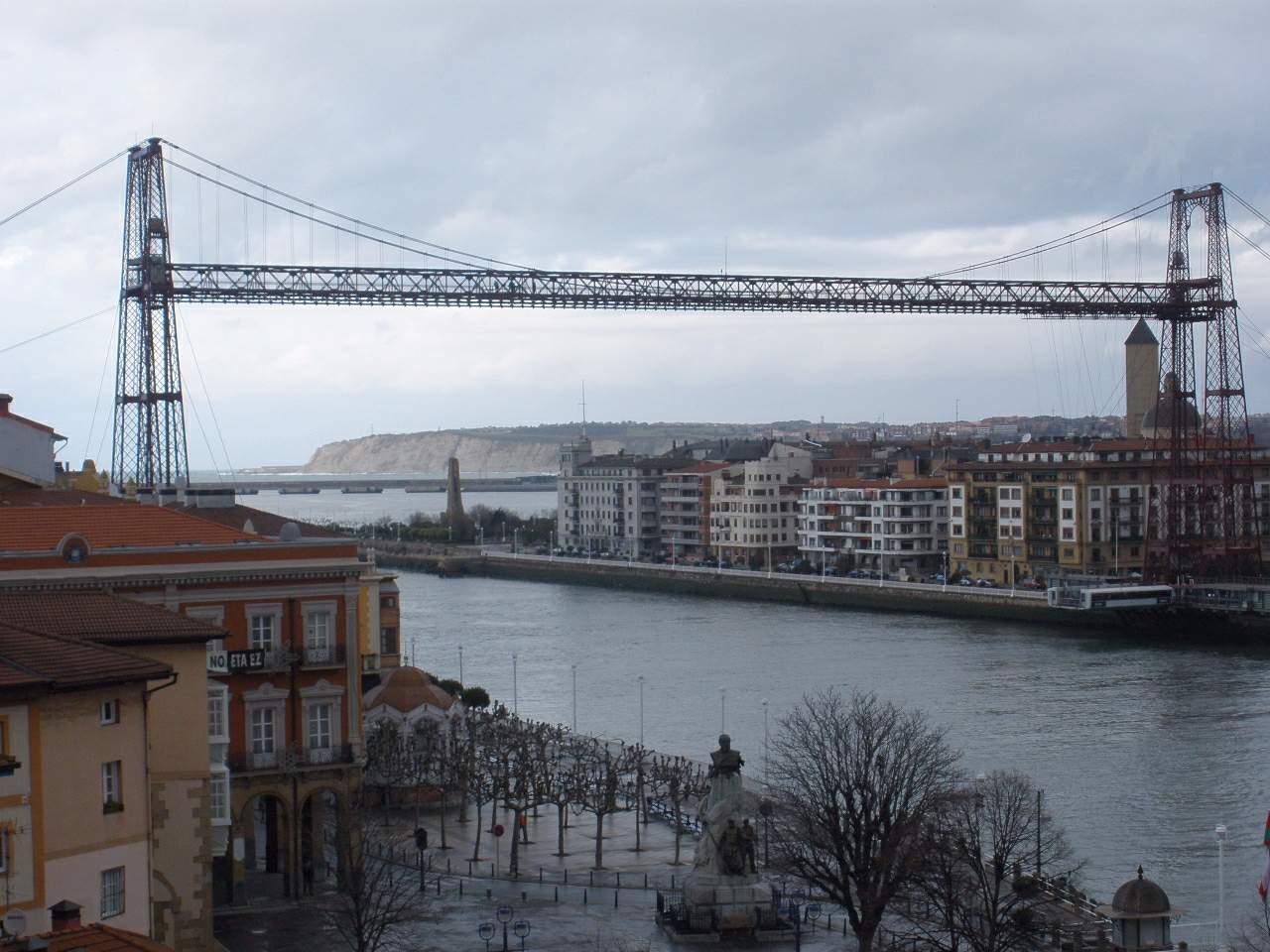
比斯開橋
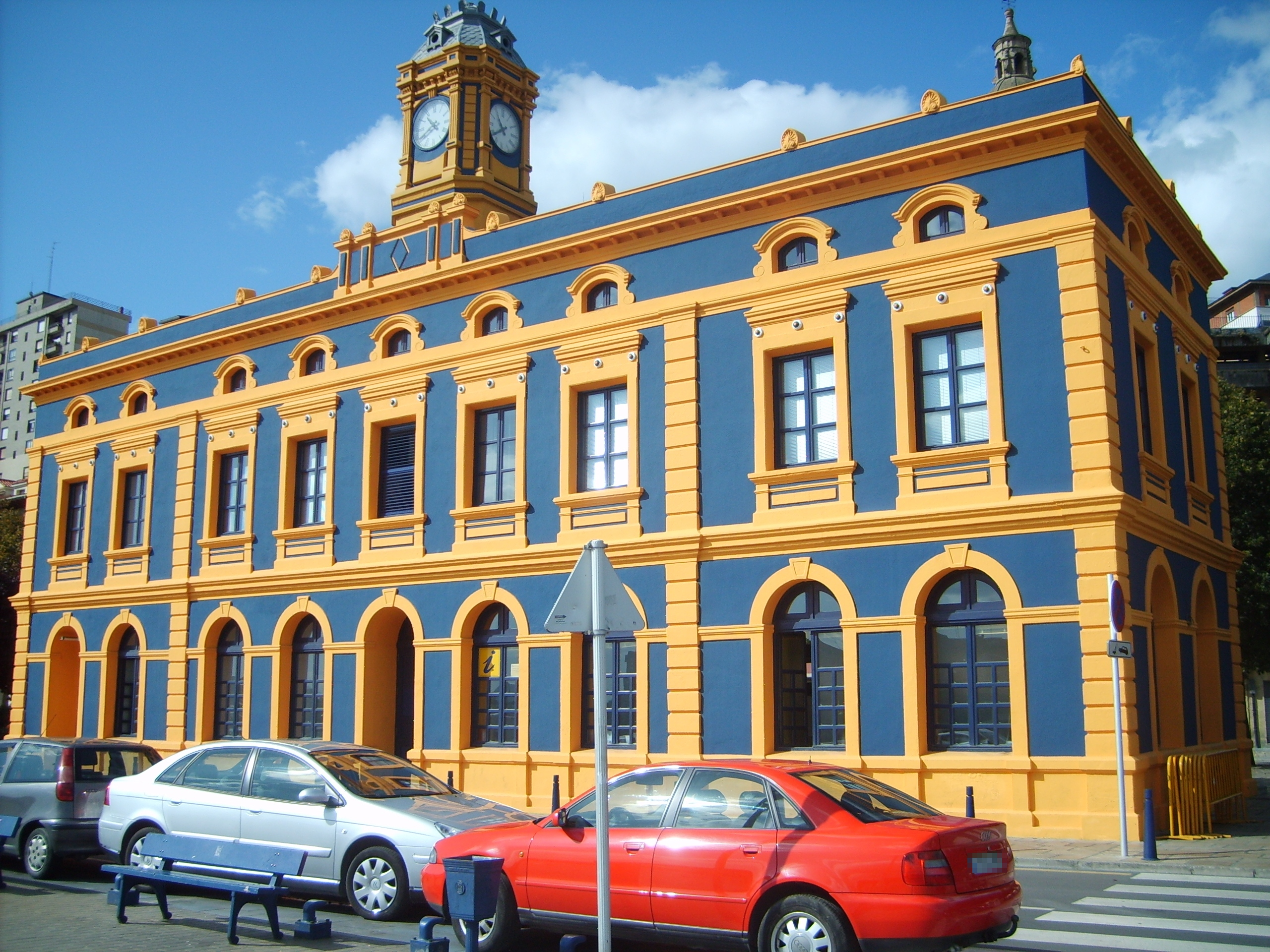
火车站
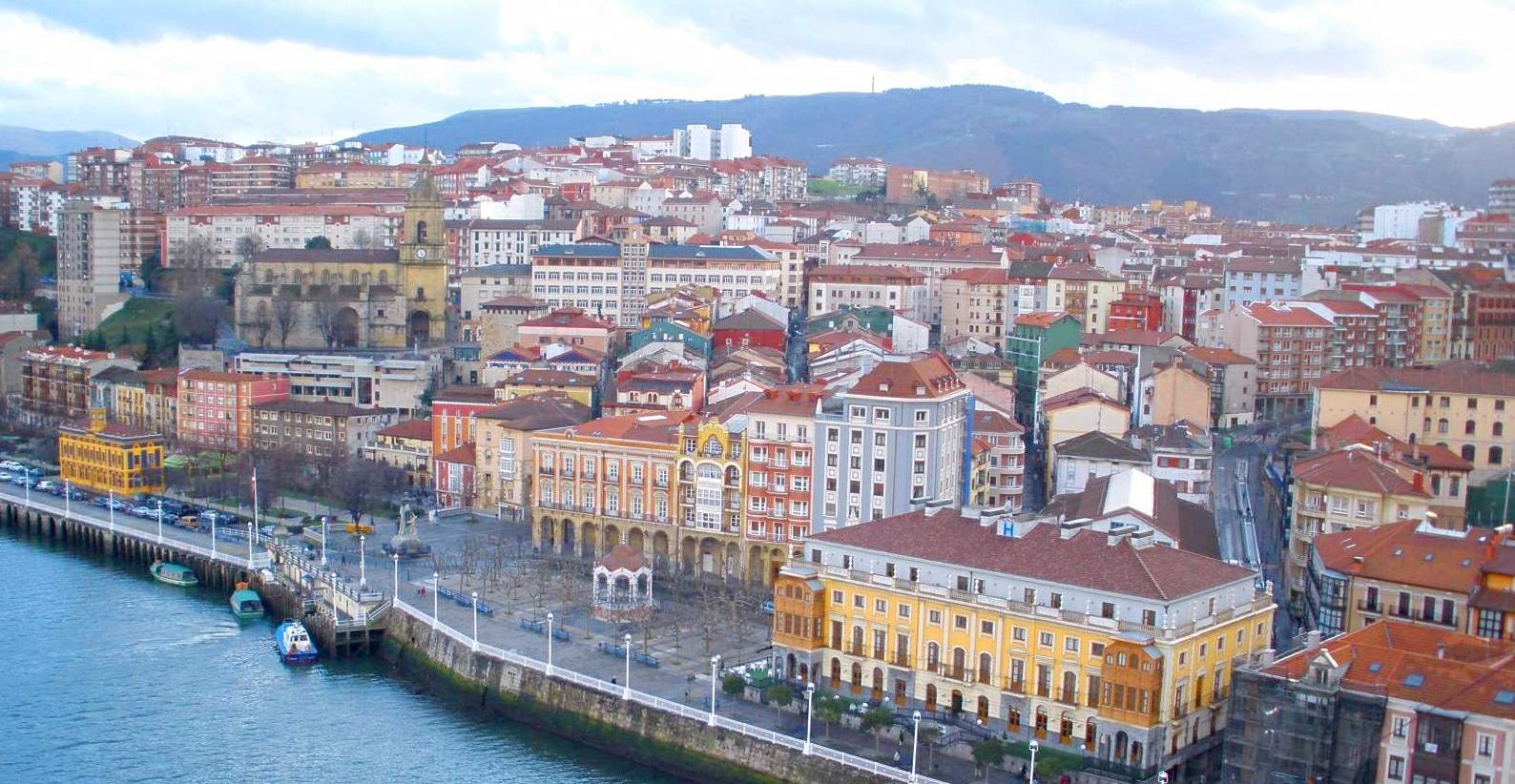
全景图